# Gare de Cidade Universitária
La gare de Cidade Universitária est une gare ferroviaire de la ligne sud de Fepasa (pt). Elle est située dans le district d'Alto de Pinheiros à São Paulo au Brésil.
Ouverte en 1981, c'est, depuis 2021, une gare de ViaMobilidade desservie par les trains de la ligne 9-Esmeralda. Elle dessert notamment l'université de São Paulo.

## Histoire
La station a été construite par FEPASA pour desservir les étudiants de l'université de São Paulo, étant ouverture le 4 mai 1981. En 1996, la CPTM prend en charge l'administration des lignes de train métropolitain de FEPASA, dont cette gare.
Elle est rénovée le 28 mars 2010. Entre le 28 août 2000 et le 9 septembre 2011, elle est reliée à la station de métro Vila Madalena via la navette de Ponte Orca.
Le 20 avril 2021 elle devient une gare ViaMobilidade, consortium composé des sociétés CCR et RUASinvest, nouvel adjudicataire de la concession d'exploitation de la ligne 9, pour une durée de trente ans. Le contrat de concession est signé et le transfert de la ligne est réalisé le 27 janvier 2022.

## Service des voyageurs

### Accueil
La gare dispose de plusieurs accès, au niveau du sol par l'avenue Dra. Ruth Cardoso et sur le pont par l'avenue Prof. Manuel José Chaves. Une passerelle piétonne permet de rejoindre le hall de la gare, situé au dessus des voies et du quais central.

### Desserte
Cidade Universitária est desservie par les trains de la ligne 9.

### Intermodalité
À proximité des arrêts de bus sont desservis.

## À proximité
- Cité universitaire Armando de Salles Oliveira
- Praça Panamericana